# بیلی جول
ویلیام مارتین جول (انگلیسی: William Martin Joel؛ زادهٔ ۹ مهٔ ۱۹۴۹) خواننده، ترانه‌سرا و پیانیست آمریکایی است. او با لقب «مرد پیانونواز» به اقتباس از ترانهٔ معروف خود با همین نام که در سال ۱۹۷۳ منتشر کرد شناخته می‌شود. جوئل از دهه ۱۹۷۰ به عنوان یک هنرمند مستقل موفق فعالیت کرده است. از سال ۱۹۷۱ تا ۱۹۹۳، او ۱۲ آلبوم استودیویی منتشر کرد که شامل سبک‌های پاپ و راک بود، و در سال ۲۰۰۱ یک آلبوم استودیویی ویژه از قطعات کلاسیک منتشر کرد. با فروش بیش از ۱۶۰ میلیون نسخه در سراسر جهان، جوئل یکی از پرفروش‌ترین هنرمندان موسیقی در جهان است و چهارمین هنرمند پرفروش تک‌خوان در ایالات متحده به‌شمار می‌رود. آلبوم مجموعه آثار او در سال ۱۹۸۵، به نام  Greatest Hits – Volume I & Volume II، یکی از پرفروش‌ترین آلبوم‌ها در ایالات متحده است.
جوئل در محله برانکس نیویورک سیتی به دنیا آمد و در هیکسویل در لانگ آیلند بزرگ شد، جایی که به اصرار مادرش شروع به یادگیری پیانو کرد. پس از ترک دبیرستان برای پیگیری حرفه موسیقی، جوئل در دو گروه موسیقی کوتاه‌مدت به نام‌های Hassles و Attila شرکت کرد، قبل از اینکه قراردادی با فمیلی پروداکشنز امضا کرده و وارد مسیر حرفه‌ای به عنوان یک هنرمند مستقل شود. اولین آلبوم او، Cold Spring Harbor (1971)، آغازگر این مسیر بود. در سال ۱۹۷۲، جوئل با اجرای زنده آهنگ «Captain Jack» در رادیو که در فیلادلفیا محبوب شد، توجه شرکت کلمبیا رکوردز را جلب کرد، و این باعث شد قراردادی جدید با این شرکت امضا کرده و دومین آلبوم خود، Piano Man (1973)، را منتشر کند. پس از آلبوم‌های Streetlife Serenade (1974) و Turnstiles (1976)، جوئل با آلبوم بیگانه (۱۹۷۷) به موفقیت چشمگیری دست یافت. این آلبوم به پرفروش‌ترین آلبوم شرکت کلمبیا تبدیل شد و بیش از ۱۰ میلیون نسخه فروش داشت و تک‌آهنگ‌های موفقی را به همراه داشت.
جوئل در برگزاری تور کنسرت نیز موفق بوده و اجراهای زنده‌ای در سراسر جهان داشته است. در سال ۱۹۸۷، او یکی از نخستین هنرمندانی بود که تور راک در اتحاد جماهیر شوروی برگزار کرد. جوئل ۳۳ تک‌آهنگ در میان جدول ۴۰ ترانه پرفروش در ایالات متحده داشته است که سه تا از آن‌ها ("It's Still Rock and Roll to Me", "Tell Her About It"، و "ما آتش را نیفروختیم") در صدر جدول بیلبورد هات ۱۰۰ قرار گرفتند. او ۲۳ بار نامزد دریافت جایزه گرمی شده و شش بار برنده شده است، از جمله دریافت آلبوم سال برای آلبوم خیابان ۵۲ام. جوئل در سال ۱۹۹۲ به تالار مشاهیر ترانه‌پردازان، در سال ۱۹۹۹ به تالار مشاهیر راک اند رول و در سال ۲۰۰۶ به تالار مشاهیر موسیقی لانگ آیلند وارد شد. او جایزه جانی مرسر را در سال ۲۰۰۱ از تالار مشاهیر ترانه‌سازان دریافت کرد و در مراسم افتخارات مرکز کندی در سال ۲۰۱۳ مورد تقدیر قرار گرفت.
بر پایهٔ داده‌های انجمن صنعت ضبط موسیقی آمریکا (RIAA) بیلی جول۶امین موسیقی‌دان پرفروش در ایالات متحده است.
 بیلی جوئل تاکنون موفق به کسب ۶ جایزه گرمی شده، و بیش از ۱۰۰ میلیون نسخه از آهنگ‌های وی در سراسر دنیا به‌فروش رسیده است.
یکی از تک‌آهنگ‌های مشهور وی، «ما آتش را نیفروختیم» از آلبوم طوفان روبه‌رو ست، که توانست رده یک در فهرست بیلبورد را نیز کسب کند. او دارای تبار یهودی است.

## آلبوم‌ها
- Cold Spring Harbor ‏(۱۹۷۱)
- Piano Man ‏(۱۹۷۳)
- Streetlife Serenade ‏(۱۹۷۴)
- Turnstiles ‏(۱۹۷۶)
- The Stranger ‏(۱۹۷۷)
- 52nd Street ‏(۱۹۷۸)
- Glass Houses ‏(۱۹۸۰)
- The Nylon Curtain ‏(۱۹۸۲)
- An Innocent Man ‏(۱۹۸۳)
- The Bridge ‏(۱۹۸۶)
- Storm Front ‏(۱۹۸۹)
- River of Dreams ‏(۱۹۹۳)
- Fantasies & Delusions ‏(۲۰۰۱)